# Battling Brewster
Battling Brewster é um seriado estadunidense de 1924, gênero ação, dirigido por Dell Henderson, em 15 capítulos, estrelado por Franklyn Farnum, Helen Holmes e Leon Holmes. Foi produzido e distribuído pela Rayart Pictures Corporation, sendo o primeiro seriado dessa companhia, e veiculou nos cinemas estadunidenses entre 1 de dezembro de 1924, quandoi estreou o primeiro capítulo, "Crashing to Eternity", e 9 de março de 1925.
Este seriado é considerado perdido.

## Elenco
- Franklyn Farnum	 ...	Battling Jack Brewster
- Helen Holmes	 ...	Margaret Rand
- Leon Holmes[3]	 ...	Jack Dempsey
- Robert Walker	 ...	George Wendell
- Jerome La Grasse	 ...	Barbed Wire Ryan (creditado Jerome La Casse)
- Emily Barrye	 ...	Mara
- Lafe McKee	 	...	Roland Rand